# P−1-метод Полларда

{\displaystyle p-1}-метод Полларда — один из методов факторизации целых чисел.
Впервые опубликован британским математиком Джоном Поллардом в 1974 году. Именно появление данного алгоритма привело к изменению понятия сильного простого числа, используемого в криптографии, нестрого говоря, простого числа, для которого {\displaystyle p-1} имеет достаточно большие делители. В современных криптосистемах стараются использовать именно сильные простые числа, так как это повышает стойкость используемых алгоритмов и систем в целом.

## Определения и математические сведения
Число называется {\displaystyle B}-гладкостепенным, если все его простые делители, в степенях, в которых они входят в разложение этого числа {\displaystyle p^{\nu }}, удовлетворяют {\displaystyle p^{\nu }\leq B}. Согласно малой теореме Ферма для любого простого числа {\displaystyle p} и для любого целого числа {\displaystyle a}, такого что {\displaystyle a} и {\displaystyle p} взаимно просты, или, что в данном случае равносильно, {\displaystyle p} не делит {\displaystyle a}, справедливо:
{\displaystyle a^{(p-1)}\equiv 1\mod p}, более того {\displaystyle \forall M=(p-1)l,l\in N\Rightarrow a^{M}\equiv 1\mod p}.

## Оригинальный алгоритм (1974 год)
Джон Поллард впервые опубликовал описанный ниже алгоритм в своей статье «Методы факторизации и проверка простоты» («Theorems of Factorization and Primality Testing») в 1974 году в «Трудах Кембриджеского философского общества». Статья посвящена теоретической оценке сложности факторизации большого числа {\displaystyle N} или же, в случае простого {\displaystyle N}, проверке его на простоту. Нижеприведённый алгоритм явился следствием и иллюстрацией теоретических выкладок Полларда.

### Первая стадия
1. Задача состоит в том, чтобы найти собственный делитель числа {\displaystyle N} отличный от единицы. Прежде всего необходимо выбрать два числа {\displaystyle B,M,} такие, что {\displaystyle 1<B<M<{\sqrt {N}},M<B^{2}}.
2. Вычислим теперь число {\displaystyle M(B)=\prod _{k=1}^{m}p_{k}^{c_{k}}}, где {\displaystyle p_{k}} — все простые числа меньшие {\displaystyle B}. Здесь допускается некоторая свобода в выборе {\displaystyle c_{k}}, однако точно известно, что для маленьких {\displaystyle p_{k}}, {\displaystyle c_{k}} должно быть больше единицы[1].
3. Выберем небольшое целое {\displaystyle a>1} и вычислим

{\displaystyle b=a^{M(B)}\mod N}
{\displaystyle q=(b-1,N)} если {\displaystyle q\neq 1} мы нашли делитель {\displaystyle N}, в противном случае переходим ко второй стадии.

### Вторая стадия
- На этом шаге необходимо вычислить последовательность

{\displaystyle F_{m}\equiv b^{m-1}-1\mod N,} где {\displaystyle m} — простое, {\displaystyle B<m<M}, надеясь, что на каком-нибудь шаге получится
{\displaystyle g_{m}=(F_{m},N)>1}
- Легче всего[1] это сделать вычислением {\displaystyle b^{m}} для каждого нечётного {\displaystyle m} домножением на {\displaystyle b^{2}}, беря {\displaystyle G_{i}=(b^{i},N)} через равные промежутки. Если {\displaystyle 1<G_{i}<N} делитель найден. Если же {\displaystyle G_{i}=N,G_{i-1}=1}, то необходимо точнее исследовать этот участок.

### Замечание
С помощью данного метода мы сможем найти только такие простые делители {\displaystyle p} числа {\displaystyle N}, для которых выполнено:
{\displaystyle p-1=A} или {\displaystyle p-1=Aq}, где {\displaystyle A} является {\displaystyle B}-гладкостепенным, а {\displaystyle q} — простое, такое что {\displaystyle B<q<M}.

## Современная версия
Эта переработанная по сравнению с оригинальной версия алгоритма использует понятия степенной гладкости и ориентирована на практическое применение. Значительные изменения претерпела первая стадия, в то время, как вторая сохранилась практически без изменений, опять же, с теоретической точки зрения, ничего значительного, по сравнению предыдущей версией, добавлено не было. Именно приведённый ниже алгоритм имеют в виду, когда говорят о «методе Полларда».

### Первая стадия
1. Пусть {\displaystyle N} {\displaystyle B}-гладкостепенное, и требуется найти делитель числа {\displaystyle N}. В первую очередь вычисляется число {\displaystyle M(B)=\prod _{i}p_{i}^{k_{i}}} где произведение ведётся по всем простым {\displaystyle p_{i}} в максимальных степенях {\displaystyle k_{i}:p_{i}^{k_{i}}<B}
2. Тогда искомый делитель {\displaystyle q=(b-1,N)}[4], где {\displaystyle b=a^{M(B)}\mod N}.

- Возможно два случая, в которых приведенный выше алгоритм не даст результата[5].

1. В случае, когда {\displaystyle (b-1,N)=N} точно можно сказать, что у {\displaystyle n} есть делитель, являющийся {\displaystyle B}-гладкостепенным и проблему должен решить иной выбор {\displaystyle a}.
2. В более частом случае, когда {\displaystyle (b-1,N)=1} стоит перейти ко второй стадии алгоритма, которая значительно повышает вероятность результата, хотя и не гарантирует его.

#### Пример
Пусть {\displaystyle N=10001} выберем {\displaystyle B=10}, тогда {\displaystyle M(B)=2^{3}\cdot 3^{2}\cdot 5\cdot 7=2520}, возьмём {\displaystyle a=2} и вычислим теперь {\displaystyle b=a^{M(B)}\mod N=2^{2520}\mod 10001=3578}, и наконец {\displaystyle (b-1,N)=(3578-1,10001)=73}.

#### Замечания
- При больших {\displaystyle B} число {\displaystyle M(B)} может оказаться весьма большим, сравнимым по значению с {\displaystyle B!}, в таких случаях может оказаться целесообразно разбить {\displaystyle M(B)} на множители приблизительно одинаковой величины {\displaystyle M(B)=\prod _{i}M_{i}} и вычислять последовательность

{\displaystyle a_{1}=a^{M_{1}}\mod N;}
{\displaystyle a_{k+1}=a_{k}^{M_{k+1}}\mod N}.

### Вторая стадия
- Прежде всего необходимо зафиксировать границы {\displaystyle B_{1}=B,B_{2}\gg B}, обычно {\displaystyle B_{2}\leq B^{2}}[5][4].
- Вторая стадия алгоритма находит делители {\displaystyle N}, такие что {\displaystyle p-1=q\cdot A}, где {\displaystyle A} — {\displaystyle B}-гладкостепенное, а {\displaystyle q} простое, такое что {\displaystyle B_{1}<q<B_{2}}.

1. Для дальнейшего нам потребуется вектор из простых чисел {\displaystyle q_{i}} от {\displaystyle B_{1}} до {\displaystyle B_{2}}, из которого легко получить вектор разностей между этими простыми числами {\displaystyle D=(D_{1},D_{2},...),D_{i}=q_{i+1}-q_{i}}, причём {\displaystyle D_{i}} — относительно небольшие числа, и {\displaystyle D_{i}\in \Delta }, где {\displaystyle \Delta } — конечно множество[4]. Для ускорения работы алгоритма полезно предварительно вычислить все {\displaystyle b^{\delta _{i}},\forall \delta _{i}\in \Delta }[4] и при пользоваться уже готовыми значениями.
2. Теперь необходимо последовательно вычислять {\displaystyle c_{0}=b_{1}\mod N,c_{i}=c_{i-1}^{\delta _{i}}\mod N}, где {\displaystyle b_{1}=a^{M(B_{1})}\mod N}, вычисленное в первой стадии, на каждом шаге считая {\displaystyle G=(c_{i}-1,N)}. Как только {\displaystyle G\neq 1}, можно прекращать вычисления.

## Условия сходимости
- Пусть {\displaystyle p} наименьший делитель {\displaystyle N}, {\displaystyle q^{t}=max(q_{i}^{t_{i}})} максимум берется по всем степеням {\displaystyle q_{i}^{t_{i}}}, делящим {\displaystyle p-1}[4].
  - Если {\displaystyle q^{t}<B_{1}}, то делитель будет найден на первой стадии алгоритма[4].
  - В противном случае для успеха алгоритма необходимо, чтобы {\displaystyle q^{t}<B_{2}}, а все остальные делители {\displaystyle p-1} вида {\displaystyle q^{r}} были меньше {\displaystyle B_{1}}[4].

## Модификации и улучшения
- Позднее сам Поллард высказал мнение о возможности ускорения алгоритма с использованием быстрого преобразования Фурье[4] во второй стадии, однако он не привел реальных способов, как сделать это[6].
- Ещё позже, в 1990 году это сделали математики Питер Монтгомери (Peter Montgomery) и Роберт Силверман (Robert Silverman)[6]. Авторам удалось добиться увеличения скорости исполнения второй стадии алгоритма.

## Оценка эффективности
- Сложность первой стадии оценивается как {\displaystyle O(B\cdot \ln B\cdot (\ln N)^{2}+(\ln N)^{3})}, оставляя только слагаемое высшего порядка получаем оценку первой стадии алгоритма[4] {\displaystyle O(B\cdot \ln B\cdot (\ln N)^{2})}.
- Согласно оценке Монтгомери, сложность второй стадии, с точностью до слагаемых наивысшего порядка составляет {\displaystyle O(\pi (B_{2}))}[1][4], где {\displaystyle \pi (s)} — число простых чисел, меньших {\displaystyle s}. Оценка Чебышева дает приближённое равенство {\displaystyle \pi (s)\approx {\frac {s}{\ln s}}}.

## Рекорды
На данный момент (10.10.2016) три самых больших простых делителя, найденных методом P-1, состоят из 66, 64 и 59 десятичных цифр.
| Кол-во цифр | p | Делитель числа                                   | Кем найден  | Когда найден | B                      | B2                      |
| ----------- | --- | ------------------------------------------------ | ----------- | ------------ | ---------------------- | ----------------------- |
| 66          | 672038771836751227845696565342450315062141551559473564642434674541 = 22 · 3 · 5 · 7 · 17 · 23 · 31 · 163 · 401 · 617 · 4271 · 13681 · 22877 · 43397 · 203459 · 1396027 · 6995393 · 13456591 · 2110402817 + 1 | {\displaystyle 960^{119}-1}                      | Т. Ногара   | 29.06.2006   | {\displaystyle 10^{8}} | {\displaystyle 10^{10}} |
| 64          | 1939611922516629203444058938928521328695726603873690611596368359 = 2 · 3 · 11 · 1187 · 9233729 · 13761367 · 43294577 · 51593573 · 100760321 · 379192511 · 2282985164293 + 1                                  | {\displaystyle 10^{243}-4\cdot 10^{121}-1}       | М. Тервурен | 13.09.2012   | {\displaystyle 10^{9}} | {\displaystyle 10^{13}} |
| 59          | 12798830540286697738097001413455268308836003073182603569933 = 22 · 17 · 59 · 107 · 113 · 20414117 · 223034797 · 269477639 · 439758239 · 481458247 · 1015660517 + 1                                           | {\displaystyle 8069000260399979023963141^{17}-1} | A. Круппа   | 30.06.2011   | {\displaystyle 10^{9}} | {\displaystyle 10^{10}} |

## Применения
- GMP-ECM[8] — пакет включает в себя эффективное применение {\displaystyle p-1}-метода.
- Prime95 и MPrime — официальные клиенты GIMPS — используют метод, чтобы отсеять кандидатов.